# Josèphe Jacquiot
Josèphe Jacquiot, née le 24 avril 1910 à Loches et morte le 2 août 1995 à Villeneuve-Saint-Georges, est une numismate, résistante et femme politique française.

## Biographie
Fille de Charles Jacquiot (1879-1938), professeur à l’École normale d'instituteurs de Loches en Indre-et-Loire, puis à celle de Versailles en 1919, Josèphe Jacquiot est diplômée d'études supérieures d'histoire et de géographie et de l'École du Louvre. 
Après le décès de son père, la famille s’installe à Montgeron.
Elle étudie particulièrement la numismatique et fait carrière dans cette voie, avant de devenir une autorité en la matière, à tel point qu’elle devient en 1959 conservateur au Cabinet des médailles de Paris. Elle est également professeur à l’École du Louvre et à la Monnaie de Paris.
Pendant l'Occupation, elle s’engage auprès de la Résistance, dont elle demeure l’une des figures locales. 
Après la guerre, elle est élue maire de Montgeron en mai 1945 à la tête d'une liste centriste, ce qui fait d'elle l'une des premières femmes maires de France. Elle est à l'origine de la création du lycée de Montgeron en 1946, le premier lycée mixte, et le premier de la banlieue parisienne. Elle crée la Société d’histoire de Montgeron, dont elle est la première présidente. Lors des élections municipales d'octobre 1947, sa liste n'obtient que la troisième place et elle perd son mandat de maire.
En 1993, elle fonde le musée municipal de Montgeron, qui porte son nom, et l’enrichit d’une importante donation. Il est axé sur quatre thèmes majeurs que sont l’égyptologie, la numismatique, l’Extrême-Orient (avec notamment des estampes japonaises des meilleurs artistes de la période Edo) et l'histoire locale.